# Chugcreek
Chugcreek – jednostka osadnicza w Stanach Zjednoczonych, w stanie Wyoming, w hrabstwie Platte.